# Saarjärve Kogrõjärv
Saarjärve Kogrõjärv (est. Saarjärve Kogrõjärv) – jezioro w Estonii, w prowincji Võrumaa, w gminie Antsla. Położone jest na północ od wsi Ähijärve. Ma powierzchnię 0,2 ha linię brzegową o długości 281 m, długość 170 m i szerokość 60 m. Sąsiaduje z jeziorami Kaugjärv, Suur Saarjärv, Küünimõtsa. Położone jest na terenie Parku Narodowego Karula.